# Big Ten Network
Pour les articles homonymes, voir Big Ten.
Big Ten Network est une chaîne de télévision sportive américaine dédiée au Big Ten Conference opérée par la conférence et de Fox Sports, et est distribuée à l'échelle internationale.
Le Big Ten Network est diffusé par la plupart des grands fournisseurs de télévision et, en 2014, il comptait environ 60 millions d'abonnés aux États-Unis — ce nombre a été augmenté par l'ajout de l'université Rutgers et de l'université du Maryland à la conférence,.

## Sports
- Football
- Basketball masculin
- Basketball féminin
- baseball
- Hockey sur glace
- Sports olympiques
- Championnats Big Ten